# Ćwiczenie metodyczne
Ćwiczenie metodyczne – rodzaj ćwiczenia mającego na celu rozwijanie umiejętności i opanowanie sposobów opracowywania (organizowania i przeprowadzania) ćwiczeń w procesie dydaktycznym wojska.